# Anwn Dynod
Anwn Dynod (latino: Antonius Donatus; inglese: Anthony; fl. IV secolo) è un personaggio leggendario, che sarebbe vissuto nel corso del IV secolo, indicato dalle fonti medievali gallesi come "sovrano" romano-britannico nel Galles sud-occidentale.

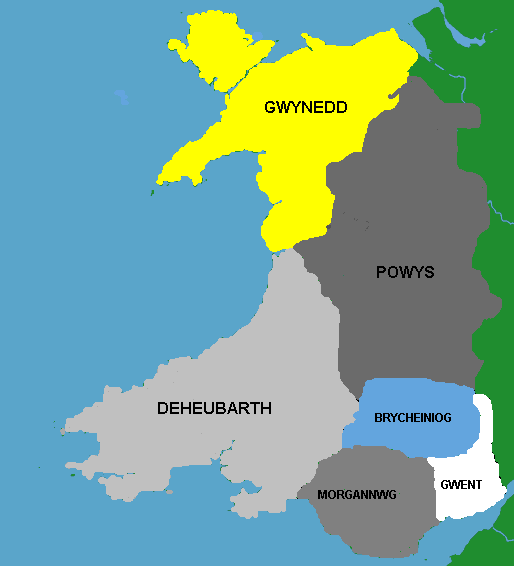
Regni medioevali del Galles

Secondo la leggenda, sarebbe stato uno dei molti figli dell'usurpatore Magno Massimo, che è invece un personaggio storico. Anwn potrebbe in realtà essere stato un decurione di Moridunum (odierna Carmarthen), capitale della Civitas Demetarum, e il suo nome romano sarebbe stato Antonius Donatus Gregorius. Dopo la partenza dei romani dalla Britannia (inizi V secolo), nell'area il figlio Ednyfed creò il regno del Dyfed.